# Pakunden (Ngluwar)
Pakunden is een bestuurslaag in het regentschap Magelang van de provincie Midden-Java, Indonesië. Pakunden telt 3285 inwoners (volkstelling 2010).